# Giresun Atatürkstadion
Het Giresun Çotanak Stadion (Turks: Giresun Çotanak Stadyumu) is een voetbalstadion in Giresun, Turkije, dat dient als de thuisbasis van de Turkse club Giresunspor.
Het stadion is in 2021 geopend. Het zelfde jaar in 2021 werd er ook gespeeld.Naast Voetbal is er ook Basketbal zaal en een zwembad aanwezig bij het stadion
Het Giresun Çotanak stadion is een moderne stadion.